# Araguatins
Araguatins este un oraș în Tocantins (TO), Brazilia. 